# Einbruchdiebstahl in die Cámara Santa

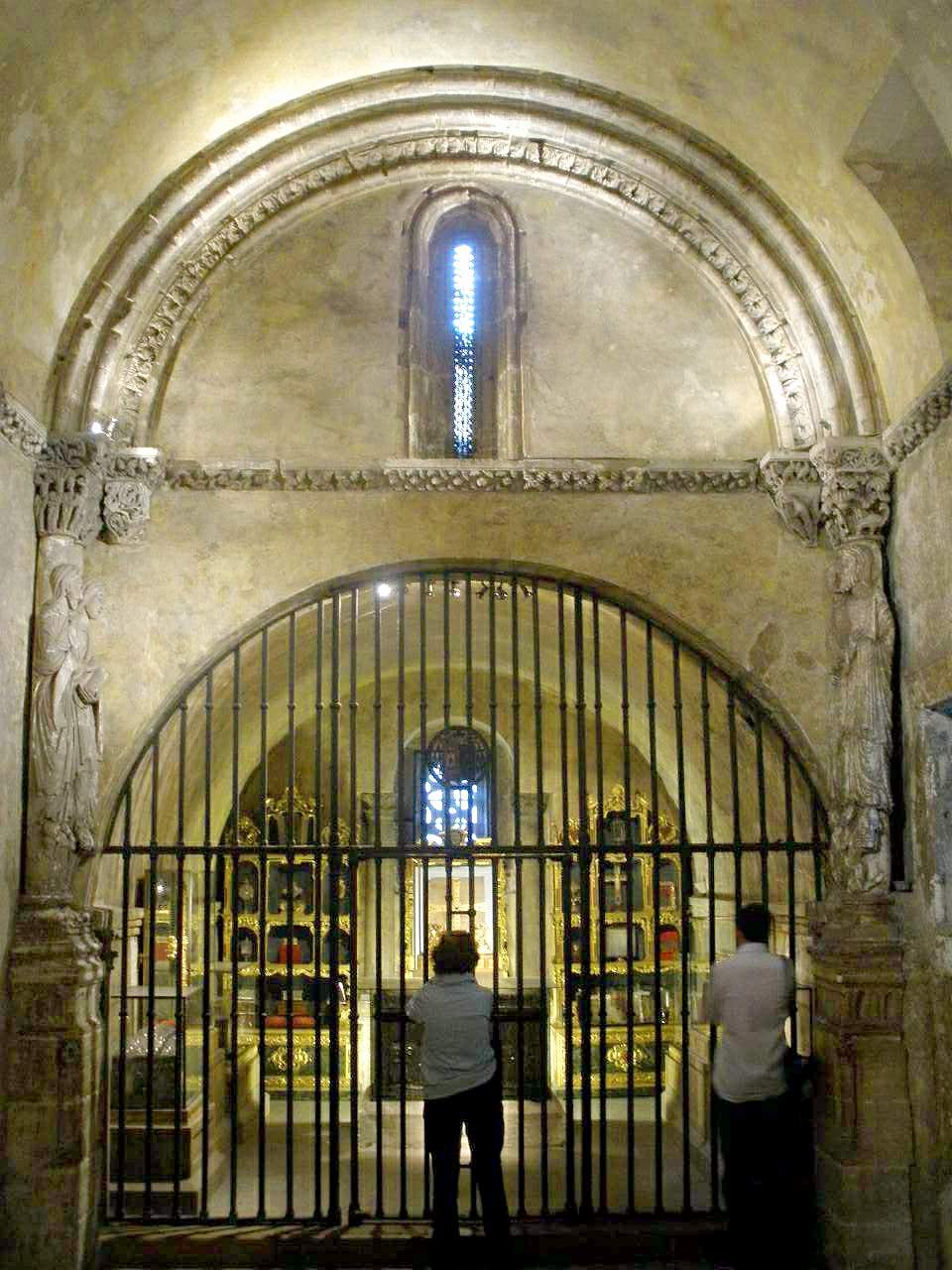
Präsentation des Kirchenschatzes in der Cámara Santa hinter einem Gitter

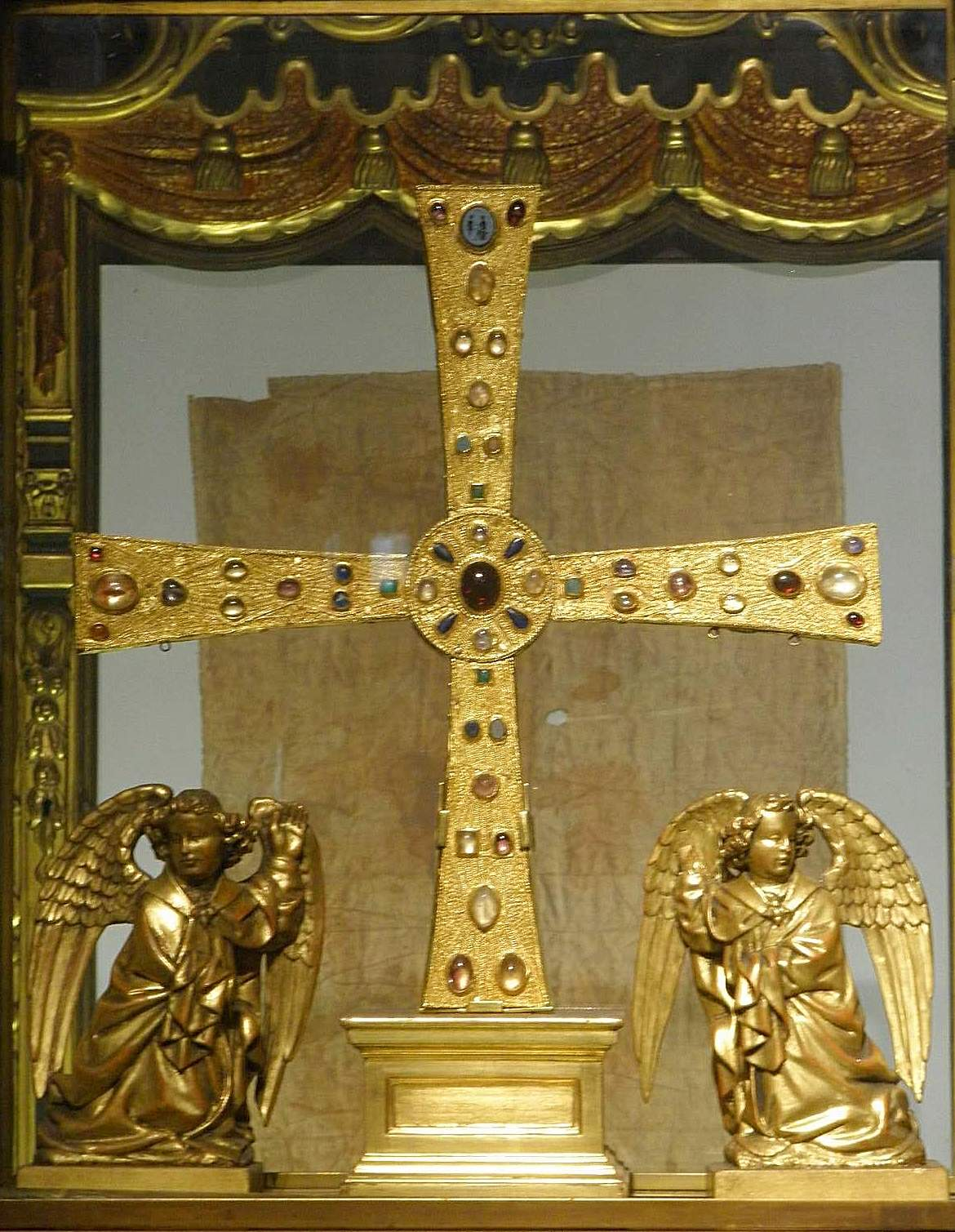
Kreuz der Engel, Vorderseite

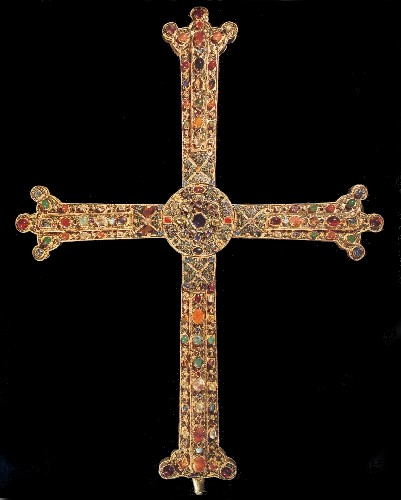
Kreuz des Sieges, Vorderseite

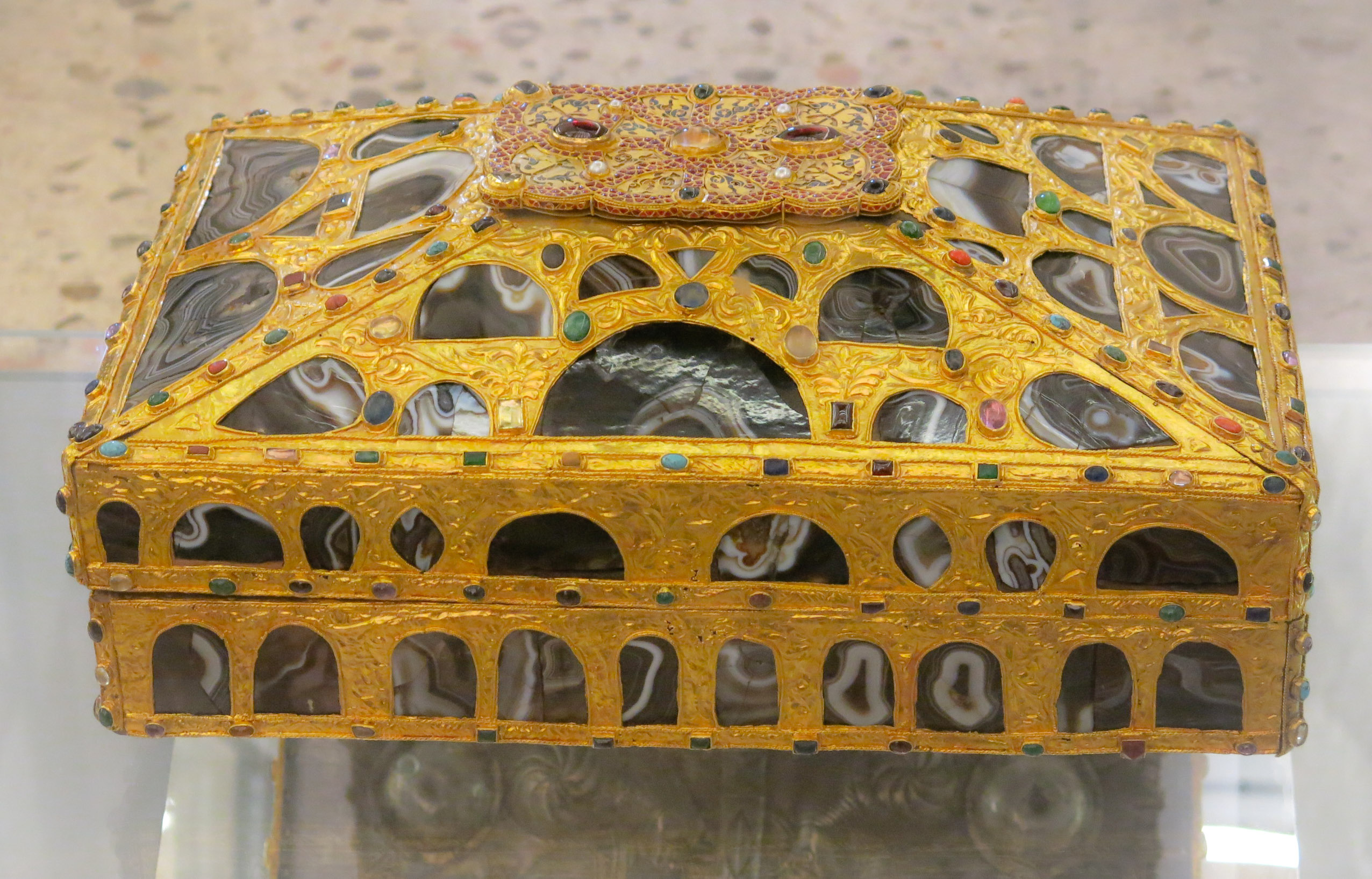
Achatkasten von Oviedo

Der Einbruchdiebstahl in die Cámara Santa 1977 war die Tat eines jungen Diebes, der dabei in großem Umfang Kulturgut beschädigte und zerstörte.

## Hintergrund
1977 war in Spanien ein Jahr des politischen Übergangs: Die ersten freien Wahlen hatten gerade stattgefunden, der künftige Status der Autonomie Asturiens noch ungeklärt.
Die beschädigten Gegenstände, insbesondere das Kreuz der Engel und das Kreuz des Sieges, sind kunstgeschichtlich hochbedeutende Unikate aus vorromanischer Zeit aus Holz, mit Goldblech verkleidet und mit hunderten von Halbedelsteinen besetzt. Besonders die Kreuze haben einen hohen Symbolwert für Asturien und ganz Spanien: Sowohl auf der asturischen Flagge als auch auf dessen Wappen ist das Kreuz wiedergegeben.

## Hergang
Der damals 19-jährige Täter hatte bereits eine Karriere in der Kleinkriminalität hinter sich – seit seinem siebten Lebensjahr war er bei der Polizei aktenkundig – als er sich am Abend des 9. August 1977 gegen 19 Uhr in der Kathedrale von Oviedo versteckte und sich dort einschließen ließ. Ursprünglich hatte er es nur auf das Geld in den Opferstöcken abgesehen, die aufzubrechen ihm aber nicht gelang. Dagegen fand er Werkzeug in der Kirche vor, da deren Dach damals repariert wurde. In den frühen Morgenstunden stieg er die Treppe im romanischen Turm hinauf zum Vestibül der Cámara Santa, deren Türe er mit dem gefundenen Werkzeug aufbrach. Die rein mechanische Sicherung des Kirchenschatzes war äußerst schlicht. Der Täter verbog einfach die Stäbe des Gitters, hinter dem sich der Kirchenschatz befand. Eine Alarmanlage gab es nicht. Der Täter brach mit einem Schraubendreher in mehrstündiger Arbeit die Halbedelsteine aus dem Kreuz der Engel, dem Kreuz des Sieges und dem Achatkasten von Oviedo und riss das Goldblech herunter. Auch entzündete er ein kleines Feuer, weil er dachte, damit die Steine besser aus ihren Fassungen sprengen zu können. Hinsichtlich der kunsthistorischen und symbolischen Bedeutung der Gegenstände, die er zerstörte, war der Täter völlig ahnungslos. Abschließend versteckte er sich wieder. Als die Kathedrale am nächsten Morgen aufgeschlossen wurde, verließ er sie kurze Zeit später. Er fuhr nach Gijón, wo er die Beute versteckte. Völlig unklar blieb – auch nach dem Prozess –, ob es Hintermänner gab.
Der Diebstahl wurde von der Putzfrau entdeckt. Aufgrund von Fingerabdrücken konnte die Polizei den Täter ermitteln. Jedoch misslang dessen Verhaftung am 19. August 1977: Der Täter konnte mit einer Tasche, in der sich ein Teil der Steine aus dem Diebstahl befand, nach Portugal fliehen. Beim Grenzübertritt wurde er fast verhaftet, konnte fliehen, musste aber die Tasche zurücklassen. In ihr befanden sich 1,5 Kilo Gold und 251 Edelsteine. Erst am 13. September 1977 wurde er von der portugiesischen Polizei in Porto festgenommen. Er hatte eine Schusswaffe dabei und geplant, einen Kirchenschatz in Portugal zu stehlen. Am 15. September 1977 konnte ein weiterer Teil der Beute auf einer Müllhalde in Gijón sichergestellt werden. Fast alle Teile wurden wiedergefunden, einige erst 1989, es gab aber auch Stücke, die verschollen blieben. Der Täter wurde am 26. Oktober 1977 an Spanien ausgeliefert.

## Folgen

### Juristisches Nachspiel
Der Strafprozess gegen ihn fand im Mai und Juni 1978 in Oviedo statt und endete mit einer Verurteilung zu 18 Jahren Gefängnis. Nach einer Berufungsverhandlung wurde die Strafe auf 10 Jahre herabgesetzt, die er fast vollständig verbüßte. Nur 23 Tage nach seiner Freilassung tötete er bei einem Raubmord zwei portugiesische Touristen, wurde dafür verurteilt und erhielt eine lebenslange Haftstrafe, die er in einer Reihe von Haftanstalten verbrachte. Aus dem Gefängnis von Pereiro de Aguiar in der Provinz Ourense brach er dabei am 16. August 2006 aus.

### Die beschädigten Gegenstände
Die drei gestohlenen und beschädigten Gegenstände waren bereits während des asturischen Bergarbeiterstreiks 1934 in Mitleidenschaft gezogen worden, als unter der Cámara Santa von den Revolutionären eine Bombe gezündet wurde. Dabei erlitten auch die diese Gegenstände schwere Schäden. Sie wurden bis 1942 restauriert. Dabei wurden jedoch keine Vorkehrungen getroffen, um später zu ermöglichen, die ursprüngliche Substanz von den ergänzten Teilen zu unterscheiden. Dieser Vorwurf sollte nun bei einer erneuten Wiederherstellung vermieden werden.
Das Institut für Konservierung und Restaurierung stellte nach der Beschädigung im Zuge des Diebstahls in einem Bericht allerdings fest, dass es unmöglich sei, die Kreuze zu restaurieren, und empfahl, dass die Relikte aufbewahrt und stattdessen Nachbildungen gefertigt werden sollten. Das aber war wegen der hohen emotionalen Bedeutung der Gegenstände für das asturische Nationalbewusstsein für die Öffentlichkeit nicht akzeptabel.
Es wurde eine Kommission unter dem Vorsitz des Dompropstes gebildet, um die Restaurierung zu beauftragen und zu überwachen. Die Restaurierung wurde von etwa einem Dutzend Personen von Anfang 1978 bis 1986 durchgeführt. Sie war sehr komplex, die Steine waren zum Teil zerbrochen. Ziel war es, alles so wiederherzustellen, wie es gewesen war, ohne zusätzliche Ergänzungen. Die Teile, die nicht geborgen wurden, wurden überwiegend nicht ersetzt.
Nach Abschluss der Arbeiten kehrten die Objekte am 14. September 1985 in die Cámara Santa zurück.